# Steyr-Land
Steyr-Land är ett distrikt (Bezirk) i det österrikiska  förbundslandet Oberösterreich. Dess huvudort är Steyr som dock inte ingår i distriktet då den är en stad med egen statut, det vill säga en stadskommun där stadsförvaltningen även sköter distriktsuppgifterna. 
Distriktet delas in i en stadskommun, sex köpingskommuner och 13 kommuner:

Kommunerna i distriktet Steyr-Land

Stadskommuner (Stadtgemeinden):
- Bad Hall

Köpingskommuner (Marktgemeinden):
- Gaflenz
- Garsten
- Sierning
- Ternberg
- Weyer
- Wolfern

Kommuner (Gemeinden):
- Adlwang
- Aschach an der Steyr
- Dietach
- Großraming
- Laussa
- Losenstein
- Maria Neustift
- Pfarrkirchen bei Bad Hall
- Reichraming
- Rohr im Kremstal
- Sankt Ulrich bei Steyr
- Schiedlberg
- Waldneukirchen